# Campionati jugoslavi di sci alpino 1961
Ai Campionati jugoslavi di sci alpino 1961 furono assegnati i titoli di slalom gigante, slalom speciale e combinata, sia maschili sia femminili, e di discesa libera maschile.

## Risultati
| Specialità      | Uomini       | Donne          |
| --------------- | ------------ | -------------- |
| Discesa libera  | Janez Šumi   | non assegnato  |
| Slalom gigante  | Peter Lakota | Krista Fanedl  |
| Slalom speciale | Tomaž Jamnik | Majda Ankele   |
| Combinata       | Tomaž Jamnik | Slava Zupančič |